# تي في غايد
تي في غايد أو دليل التلفزيون (بالإنجليزية: TV Guide) مجلة أمريكية تصدر كل أسبوعين تقدم معلومات عن البرامج التلفزيونية بالإضافة إلى الأخبار ذات الصلة بالتلفزيون، ومقابلات المشاهير والثرثرة، ومراجعات الأفلام، والألغاز المتقاطعة، وفي بعض الإصدارات، الأبراج. المجلة المطبوعة مملوكة لشركة إن تي في بي ميديا، بينما يتم التحكم في خصائصها الرقمية من قبل قسم سي بي إس إنتر أكتيف من فاياكوم سي بي إس؛ تم ترخيص اسم تي في غايد والمحتوى التحريري المرتبط بالمنشور من قِبل سي بي إس إنترأكتيف لاستخدامه على موقع الويب وتطبيق الهاتف المحمول من خلال اتفاقية مع الشركة الأم التابعة للمجلة تي في جي إم هولدينغز (TVGM Holdings).

## وصلات خارجية
- الموقع الرسمي
- تي في غايد على موقع الموسوعة البريطانية (الإنجليزية)
- موقع TV Insider